# Astrophocaudia
Astrophocaudia byl rod středně velkého sauropodního dinosaura, jehož fosílie byly objeveny na území Texasu a Oklahomy (USA). Tento sauropod žil v období spodní křídy (stupně apt až alb), asi před 113 až 109 miliony let (souvrství v rámci skupiny Trinity Group).

## Historie
Fosilie typového exempláře tohoto sauropoda (katalogové označení SMU 61732 a 203/73655) byly objeveny v lokalitě zvané Walnut Creek B, ležící na území Texasu (kraj Wise). Fragmenty jeho postkraniální kostry se nacházely v sedimentech souvrství Paluxy. Druh Astrophocaudia slaughteri byl vědecky popsán koncem roku 2012 (resp. začátkem roku 2013) a byl zařazen do kladu Somphospondyli, spolu s příbuzným rodem Sauroposeidon.

## Popis
Astrophocaudia byl pravděpodobně velký a mohutný stádní býložravec, podobně jako jeho příbuzní ze skupiny somfospondylních sauropodů. Jeho přesné rozměry nejsou známé, mohl však dosahovat délky kolem 18 metrů a hmotnosti zhruba 20 tun.